# Qian Qichen
Qian Qichen (ur. 5 stycznia 1928 w Tiencinie, zm. 9 maja 2017 w Pekinie) – chiński polityk i dyplomata, minister spraw zagranicznych ChRL w latach 1988–1998 i jednocześnie wicepremier w latach 1993–1998.
Urodził się w Jiading (ob. dzielnica Szanghaju), w 1942 roku wstąpił do KPCh. W latach 1954–1955 studiował w Moskwie. Po ukończeniu studiów zajmował kolejno następujące stanowiska: II sekretarza Ambasady ChRL w Moskwie; dyrektora Departamentu ds. Chińskich Studentów za Granicą, zastępcy dyrektora generalnego Departamentu Zagranicznego Ministerstwa Szkolnictwa Wyższego.
Po rozpoczęciu w 1966 roku rewolucji kulturalnej zesłany na wieś, gdzie przebywał do 1972 roku. W latach 1972–1974 pracował jako radca Ambasady ChRL w Moskwie, a następnie od 1974 do 1976 był ambasadorem w Gwinei, z jednoczesną akredytacją w Gwinei Bissau w latach 1974–1975. W latach 1976–1982 dyrektor generalny Departamentu Informacji Ministerstwa Spraw Zagranicznych.
W latach 1982–1988 sprawował urząd wiceministra spraw zagranicznych. W 1987 roku wybrany na członka Komitetu Centralnego KPCh, w którym zasiadał do 2002 roku. W latach 1988–1998 był ministrem spraw zagranicznych. Jako szef MSZ, był odpowiedzialny za stworzenie warunków i organizację procesu powrotu Hongkongu i Makau do ChRL w ramach polityki jeden kraj, dwa systemy. W latach 1993–1998 sprawował urząd wicepremiera łącznie z urzędem ministra spraw zagranicznych.
Qian odegrał istotną rolę w procesie uregulowania stosunków dwustronnych z ZSRR i następnie z Rosją. W latach 1982–1987, jako specjalny wysłannik rządu chińskiego, prowadził na szczeblu wiceministrów rozmowy z ZSRR w sprawie normalizacji stosunków dyplomatycznych i rozwiązania konfliktów granicznych. Stosowne porozumienia podpisał w imieniu rządu ChRL w 1991 i 1994 roku. W 1991 roku odwiedził Polskę, Czechosłowację i Węgry. Wizyta ta miała istotne znaczenie dla stosunków dwustronnych ze względu na zmiany ustrojowe, jakie zaszły w krajach Europy Środkowo-Wschodniej.
Władał biegle językami rosyjskim i angielskim. W 2005 roku został odznaczony mongolskim Orderem Gwiazdy Polarnej. Jego żona nazywała się Zhou Hanqiong. Mieli syna i córkę.